# Ducado de Coímbra

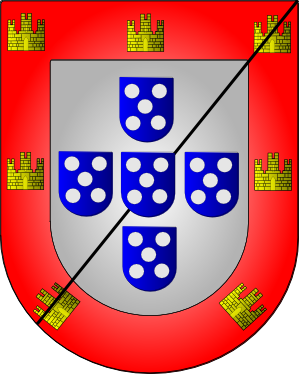
Escudo de Armas de D. Jorge de Lencastre, 2.º Duque de Coímbra.

El título Duque de Coímbra fue creado por el rey Juan I en 1415, en favor de su segundo hijo Pedro. Junto con el ducado de Viseo, creado en la misma época, es el ducado más antiguo del país. Tras la muerte de Pedro en la Batalla de Alfarrobeira, el título no fue heredado por sus hijos, siendo atribuido de nuevo a finales del siglo XV al hijo ilegítimo de Juan II.

Gobernaban el primero Ducado de Coímbra y el segundo.

## Duques de Coímbra
1. Pedro de Portugal, Infante de Portugal (1392–1449)
2. Jorge de Lencastre, Infante de Portugal (1481–1550)
3. Augusto de Braganza, Infante de Portugal (1847–1861)
4. Enrique de Braganza, Infante de Portugal (1949–2017)
5. María Francisca de Braganza (1997)

- Datos: Q724342